# Royal Belize
Royal Belize ist eine Insel vor der Küste von Belize. Die Privatinsel ist nur ca. 3,03 ha groß und trägt ein Island Resort (Luxushotel), welches von Muy'Ono betrieben wird.

## Geographie
Die Insel besteht aus mehreren kleinen Inseln, die durch Stege verbunden sind. Das Gebiet gehört zum South Water Caye Marine Reserve im Stann Creek District von Belize, etwa 14 km südöstlich von Dangriga. Sie besteht aus der Riffkrone im südlich-zentralen Teil des Belize Barrier Reef. In der Nähe liegen die anderen Hotel-Inseln Tobacco Caye (NO) und Thatch Caye (N), sowie im Süden und Südosten die unbewohnten Inseln Twin Cays, Coco Plum Cay, Man of War Cay und Ragged Cay.

### Klima
Die Insel liegt in einer tropischen Klimazone mit ausgeprägten Trocken- und Regenzeiten.

### Hotel
Das Hotel verfügt über mehrere Bungalows mit fünf Schlafzimmern für bis zu zehn Erwachsene und drei klimatisierte Villas: White house (Alba), Pink house und Yellow house. Es gibt außerdem eine Unterbringung für bis zu sechs Kinder.
Auf der Insel leben ständig sieben Bedienstete sowie der Haus-Leguan „Iggy“.
Royal Belize arbeitet mit G2G Collection (Getaway2Give) zusammen und stellt Übernachtungen für Non-Profit-Organisationen zur Verfügung.
Der Eigentümer ist Bill Poston und Mrs. Richele Poston. Der Manager ist Joe Budna. Auf der Insel sind Plastik-Materialien verboten, der größte Teil der Energie wird durch Solarenergie gewonnen.